# 翁墩乡
翁墩乡，是中华人民共和国安徽省六安市金安区下辖的一个乡镇级行政单位。

## 行政区划
翁墩乡下辖以下地区：
花莲寺社区、花莲寺村、郑楼村、杨公村、孔树村、翁墩村、四清桥村、红桥村、桃园村、夏岗村、洞阳村、金星村和汪墩村。